# Maurits Vande Reyde
Maurits Vande Reyde, né le 10 juillet 1985 à Louvain, est un homme politique belge, membre de l'Open Vlaamse Liberalen en Democraten (Open vld).

## Biographie
Maurits Vande Reyde nait le 10 juillet 1985 à Louvain.
Lors des élections régionales de 2019, il est élu député au Parlement flamand.